# Antonio Maffei da Volterra
Antonio Maffei da Volterra (Volterra, 1450 – Firenze, presumibilmente 13 maggio 1478) è stato un presbitero italiano, famoso per aver preso parte alla Congiura dei Pazzi.

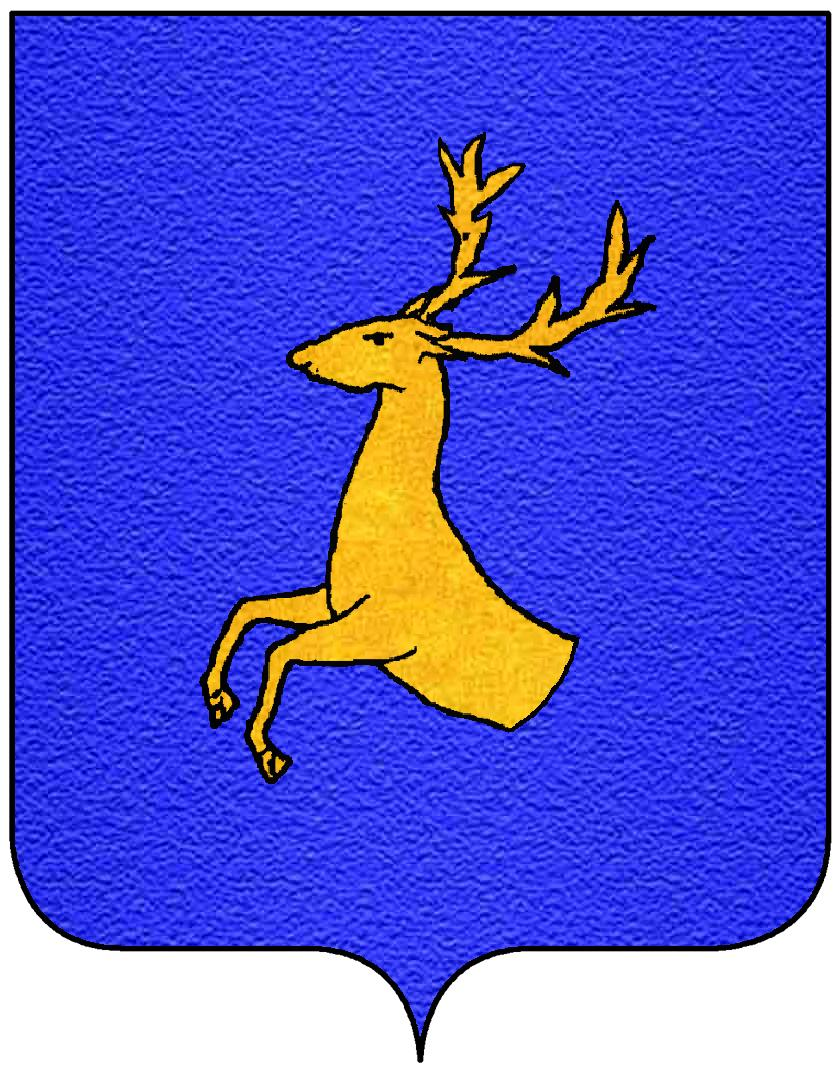
Stemma della famiglia Maffei.

Esponente di un'antica e nobile famiglia di Volterra, Antonio Maffei fu un chierico e notaio papale.

## Antefatto
I motivi che spinsero il Maffei a prendere parte alla congiura sono da ritrovarsi nell'odio che egli nutriva, come molti suoi concittadini, nei confronti di Lorenzo il Magnifico, considerato il responsabile della devastazione della sua città natale messa a sacco nel 1472 dalle truppe fiorentine poste sotto il comando di Federico da Montefeltro, in seguito alla guerra scaturita tra Firenze e la città etrusca per il controllo e sfruttamento delle miniere di allume scoperte in territorio volterrano.
Tale episodio, di fatto, determina la fine di ogni autonomia politica per Volterra, entrando stabilmente nell'orbita dello Stato fiorentino. 

## La congiura
Il 26 aprile del 1478, per via del rifiuto di Giovan Battista Montesecco di uccidere in un luogo sacro, gli venne affidato il compito di uccidere Lorenzo de' Medici durante la Santa messa in Santa Maria del Fiore. Durante l'elevazione solenne, mentre Bernardo Bandini e Francesco de' Pazzi uccidevano Giuliano de' Medici, Antonio Maffei e Stefano da Bagnone ferirono di striscio Lorenzo, che però riuscì a barricarsi in sacrestia.
Con queste parole Niccolò Machiavelli ci tramanda l'episodio, nel momento in cui scatta l'aggressione ai due Medici: "Bernardo Bandini con un'arme corta, a quell'effetto apparecchiata, passò il petto a Giuliano [...] sopra il quale Francesco de' Pazzi gittatosi, lo empiè di ferite [...]. Messer Antonio [Maffei] e Stefano [Da Bagnone] dall'altra parte, assalirono Lorenzo e, menatogli più colpi, d'una leggiera ferita nella gola lo percossono perché o la loro negligenza, o lo animo di Lorenzo che, vedutosi assalire, con l'arme sua si difese, o lo aiuto di chi era seco, fece vano ogni sforzo di costoro"
Per cinque secoli si era tramandato - principalmente per opera degli scritti di Niccolò Machiavelli che però all'epoca aveva appena compiuto 9 anni -  che il Maffei, catturato solo il 3 maggio, dopo esser stato linciato dalla folla, ormai senza orecchie, fosse stato immediatamente impiccato assieme a Stefano da Bagnone in Piazza della Signoria.
Ma nel 2023 il professor Marcello Simonetta (membro del Medici Archive Project e docente di storia nella sede fiorentina della New York University) ha ritrovato all'Archivio di Stato di Firenze un manoscritto autografo di Antonio Maffei contenente la confessione completa di come si fosse ordito il complotto e di chi fossero i mandanti. Si è quindi scoperto che Stefano da Bagnone e Antonio Maffei di Volterra, i due congiurati che avrebbero dovuto uccidere Lorenzo Il Magnifico, furono sottoposti a un processo nel quale furono interrogati e torturati e, prima di essere impiccati - presumibilmente circa 10 giorni dopo l'arresto del Maffei - subirono il taglio di naso e orecchie.

## Antonio Maffei nella cultura di massa
Il personaggio di Antonio Maffei compare come bersaglio di Ezio Auditore, da cui viene ucciso, nel videogioco Assassin's Creed II.